# 七仙桥
七仙桥，又名七天桥，是位于中国福建省宁德市周宁县纯池镇桃坑村的一个民国时期古建筑，2012年入选周宁县第三批文物保护单位。
七仙桥始建于清朝年间，民国23年（1934年）重建，桥为木制单拱廊桥，东南—西北走向，长34米，宽5米，拱跨度16.1米，廊屋为六间三十柱，内有奉祀观音的神龛，中间为三层歇山顶，顶棚饰以绘有彩色图案的藻井。